# Giacomo Matteotti
Pour les articles homonymes, voir Matteotti.
Giacomo Matteotti, né le 22 mai 1885 à Fratta Polesine en Vénétie et assassiné à Rome le 10 juin 1924, est un député socialiste italien. 
Son assassinat par un groupe fasciste et les événements qui suivirent sont considérés comme l'un des tournants majeurs du régime mussolinien vers une forme plus dictatoriale de gouvernement.

## Biographie

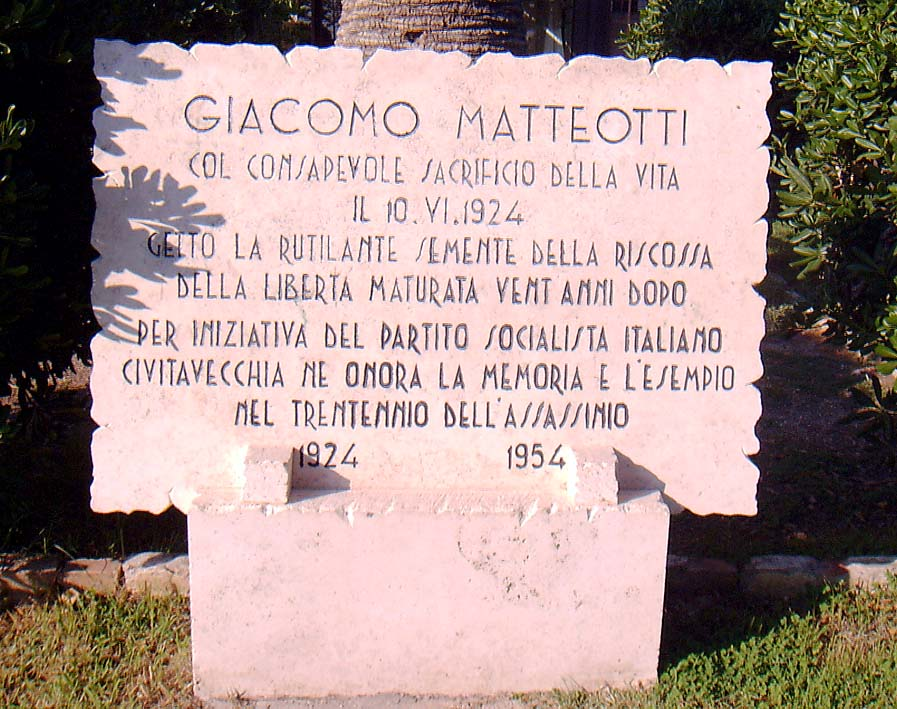
Plaque commémorative à Civitavecchia (RM).

Issu d’une famille aisée, Giacomo Matteotti entreprend avec succès des études de droit à l'issue desquelles il est diplômé de l'université de Bologne en 1907. Dans sa jeunesse, il prend contact avec des mouvements socialistes, dont il devient une figure de proue. Fervent opposant à l’engagement italien lors de la Première Guerre mondiale, qu’il perçoit comme un affrontement entre impérialismes, il est emprisonné en Sicile.
Membre actif du Parti socialiste italien (PSI), il est élu député en 1919, alors que l'Italie est secouée par une grave crise sociale, économique et politique, ponctuée de grèves sévèrement réprimées. Meneur avec Filippo Turati de l'aile réformiste du PSI, il est expulsé du parti après sa scission en 1922. Devenu un des fondateurs du Parti socialiste unitaire (1er octobre 1922), il en est secrétaire général jusqu'à sa mort.
Les élections générales d'avril 1924 se déroulent dans un climat de violence et de fraudes. Le Listone, liste de députés établie par Mussolini constituant un « Bloc national » comprenant le Parti national fasciste, remporte la victoire. Matteotti continue de dénoncer les méthodes employées en particulier par les fascistes, ainsi que le caractère totalitaire du gouvernement de Benito Mussolini. Le 30 mai, à la Chambre des députés, il s'élève contre le régime dans un discours proposant l’invalidation des élections qui a donné une majorité écrasante au « Bloc national » de 355 sièges contre 176 pour les partis d'opposition.
Le 10 juin 1924, l'après-midi, tandis qu'il se rendait à pied de chez lui au palais du Parlement, il est enlevé par un groupe de squadristi fascistes, est roué de coups puis poignardé. Le corps du député ne sera découvert que le 16 août 1924, 2 mois plus tard.

## Conséquences politiques de l'assassinat de Matteotti
Sa disparition provoque le 27 juin 1924 une réaction de protestation (que l'on nomme sécession aventiniana) des députés de l'opposition qui décident de se retirer, refusant ainsi de siéger. Pendant quelques semaines, le gouvernement semble sur le point de tomber, emporté par une vague d'indignation nationale.
Le 12 septembre 1924, le député fasciste Armando Casalini est assassiné dans le tramway de Rome. L'assassin, Giovanni Corvi, s'il ne semblait pas appartenir à une formation politique quelconque, déclarera cependant avoir agi pour venger Matteotti.
Toutefois, Benito Mussolini, dans un discours à la Chambre des députés le 3 janvier 1925, déclare qu'il assume « personnellement la responsabilité politique, morale et historique » des excès de ses escadrons lors des années passées, sans faire mention de l'assassinat de Matteotti. Il annonce en même temps la répression violente des opposants au régime, que ce soit la presse, les organes politiques ou les personnes physiques.
« Je déclare ici, en présence de cette Assemblée et en présence de tout le peuple italien, que j'assume, moi seul, la responsabilité politique, morale, historique de ce qui s'est produit.
Si les phrases plus ou moins déformées suffisent à pendre un homme, sortez le gibet et sortez la corde ! Si le fascisme n'a été que huile de ricin et bastonnade et non en fait une passion superbe de la meilleure jeunesse italienne, la faute m'en revient ! Si le fascisme a été une association de criminels, je suis le chef de cette association de criminels ! »

## Les assassins
Giovanni Marinelli fut initialement inquiété pour la séquestration (mais non l'homicide) de Matteotti. Pourtant, il ne fut jamais poursuivi, jusqu'à l'amnistie du 31 août 1925. 
En 1926 eut lieu le procès de Chieti de certains assassins de Matteotti, des militants fascistes. Il est toujours incertain qu'ils aient agi sur ordre de Mussolini ou indépendamment. Trois d'entre eux, Albino Volpi, Amerigo Dumini et Amleto Poveromo furent condamnés à six ans de prison, mais ils furent libérés avant d'avoir purgé l'intégralité de leur peine. 
Après la Seconde Guerre mondiale, un nouveau procès est ouvert.
En avril 1947 à Rome, les principaux accusés, Amerigo Dumini et Amleto Poveromo, sont condamnés à la détention perpétuelle (sanction la plus lourde en Italie depuis l'abolition de la peine de mort la même année), commuée, vu leur âge, en trente ans de réclusion. Parmi les personnes examinées mais non condamnées figurent Francesco Giunta, Cesare Rossi, Augusto Malacria, Filippo Filippelli (directeur du Corriere italiano) et Filippo Panzeri. 
Ce second procès ne permettra pas de prouver de manière définitive la responsabilité directe de Mussolini: «la mort de Mussolini aux mains des partisans en 1945 a entraîné l'extinction du procès pour la mort de l'accusé. Aucune constatation de responsabilité n'a donc pu être prononcée contre lui: mais un indice important, sur les Erinyes qui ont animé ses derniers jours, se trouve dans le fait que, dans la mallette qu'il a apportée à Dongo lors de sa fuite, se trouvait un dossier de documents intitulé “Matteotti”».
Certains historiens pensent que l'assassinat de Matteotti pourrait également être lié à son enquête sur la corruption du régime. Une affaire que le député socialiste allait présenter devant la Chambre et dans lequel Mussolini était personnellement impliqué. Quelques années après son assassinat, un scandale de corruption lié au pétrole fut révélé. Il portait sur un système de pots-de-vin à travers lequel Mussolini accordait des droits exclusifs sur l’exploitation du pétrole des colonies italiennes à la compagnie américaine Standard Oil. Au contraire, d'autres historiens stigmatisent que «depuis quelques décennies, quelqu'un continue à suivre cette voie avec une ténacité qui risque de s'imposer dans la mémoire collective, déclassifiant la position du dictateur».

## Œuvres
- Machiavelli, Mussolini and Fascism, Londres, English Life, 1924
- The fascisti exposed; a year of fascist domination, Londres, Independent labour party publication Dept., 1924 (réédition: New York, H. Fertig, 1969)